# 科梅爾科查山 (切卡庫佩區)
14°01′49″S 70°54′59″W / 14.03028°S 70.91639°W
科姆爾科查山（Comercocha），是秘魯的山峰，位於該國東南部庫斯科大區，由坎奇斯省的切卡庫佩區負責管轄，屬於韋爾卡努塔山脈的一部分，海拔高度5,060米。